# Южноевропейская атерина
Южноевропейская атерина (лат. Atherina boyeri) — вид лучепёрых рыб семейства атериновых (Atherinidae). Распространены в восточной части Атлантического океана, встречаются в Средиземном, Чёрном и Азовском морях. Морские пелагические стайные рыбы. Тело удлинённое, несколько сжато с боков, длина до 20 см.

## Описание
Тело удлинённое, несколько сжато с боков, покрыто циклоидной чешуёй. Чешуя крупнее, чем у других представителей рода, поперечных рядов чешуй 39—53 (обычно менее 50). Рот большой, на обеих челюстях мелкие многорядные зубы. Длина головы укладывается 4 раза в общую длину тела. Задний край верхней челюсти не заходит за вертикаль, проходящую через передний край глаза. На первой жаберной дуге 26—31 жаберных тычинок. В первом спинном плавнике 6—9 жёстких неветвистых гибких лучей. Во втором спинном плавнике 2 жёстких и 9—15 (обычно 10—13) мягких лучей. В анальном плавнике 1 колючий и 12—18 (обычно 13—15) мягких лучей. Грудные плавники достигают оснований брюшных плавников. Хвостовой плавник раздвоенный. Позвонков 40—47.
Спина серовато-зелёная или светло-коричневая, с мелкими чёрными точками. Вдоль средней части тела проходит серебристая полоса. Ширина полосы не превышает ширины одного ряда чешуй. Брюхо серебристо-белое.
Максимальная длина тела 20 см.

## Биология
Стайные пелагические рыбы. Обитают в прибрежье в верхних слоях воды. Эвригалинные, встречаются как в морской воде, так и в солоноватой. Выдерживают как пресную, так и гиперсолёную воду (до 77 ‰).

### Питание
Питаются планктонными ракообразными, преимущественно мизидами и копеподами. В лагунах в состав рациона входят также мелкие бентосные беспозвоночные (бокоплавы, гаммарусы, полихеты, моллюски). Молодь питается только планктоном.

### Размножение и развитие
Впервые созревают в возрасте 1 года при длине тела 4,4—7,5 см. Могут нереститься в широком диапазоне солености (от 2-х до 42 ‰). Нерест растянут с апреля по август, иногда наблюдается в марте и сентябре, начинается при температуре воды выше 10°С. Вымётывают несколько порций икры. Плодовитость варьируется от 20 до 2000 икринок в зависимости от размера самок. Икра сферической формы диаметром 1,5—1,9 мм с нитевидными выростами. С помощью этих выростов икринки скрепляются между собой и прикрепляются к водной растительности. Эмбриональное развитие при 22—25°С продолжается 10 суток. После вылупления личинок желточный мешок рассасывается за одни сутки. Личинки пелагические. Продолжительность жизни 3—4 года.

## Ареал
Распространены в восточной части Атлантического океана от Испании до Марокко и Мавритании, включая Мадейру и Канарские острова. Изолированные популяции обнаружены у побережья Англии и Нидерландов. Встречаются в Средиземном, Чёрном, Каспийском и Азовском морях. В Чёрном море одна из самых массовых рыб после хамсы и шпрота. Акклиматизированы в Аральском море. Заходят в пресные воды (Александровское озеро у Батуми; Южный Буг). Известны жилые популяции в Транзименском озере в Италии и озере Карун. Встречаются в гиперсолёных водоёмах (Мёртвый Култук, Кайдак).

## Хозяйственное значение
Промысловое значение невелико. Мировые уловы в 2000-е годы варьировались от 755 до 1513 тонн. Больше всех ловит Италия. Проомысел ведётся закидными неводами, донными и разноглубинными тралами, жаберными сетями. Реализуется в свежем и солёном виде. Используется в качестве наживки при промысле ярусами и удебными орудиями лова.